# 압히마니우 싱

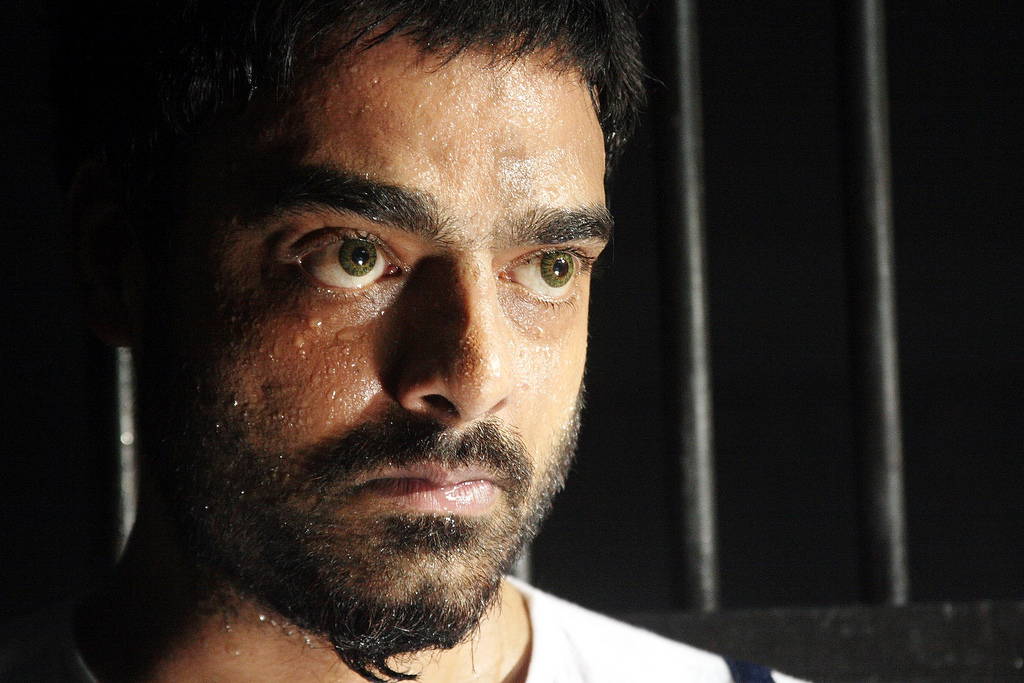

압히마니우 싱(Abhimanyu Singh, 1975년 9월 20일 ~ )은 인도의 텔레비전 프로듀서, 배우, 텔레비전 배우이다.

## 영화
- 맘 (2017년)
- 람릴라 (2013년)
- 원스 어폰 어 타임 인 뭄바이 2 (2013년)
- 온골 지타 (2013년)
- 갑바 싱 (2012년)
- 벨라이덤 (2011년)
- 비자와다 (2011년)
- 아이 엠 (2010년)
- 구라알 (2009년)